# Ronson (còmic)
Ronson és una novel·la gràfica de l'autor de còmics César Sebastián, publicat per l'edidorial Autsaider el 2023. Segons l'autor, el títol fa referència a un objecte petit que, malgrat la seva insignificància, té un valor incalculable pel protagonista de la història.

## Argument
Ronson és un relat nostàlgic i líric de la infància i adolescència de l'Espanya rural de la segona meitat del s.XX. La història és relatada per un personatge madur que rememora anèctotes i personatges de la seva infància en el seu petit poble. Malgrat que no se n'explicita el nom, aquest poble s'inspira en Sinarques, lloc de naixement de César Sebastián. Segons el mateix autor, el relat no pretén «donar sermons ni jutjar; tot explicant allò bo però fugint de la idealització del passsat». Però el còmic també narra experiències negatives, com per exemple el paper de la dona en aquella època, en la qual la societat estava fortament marcada pel masclisme, el dèficil cultural, el catolicisme, la violència contra els animals i la repressió sexual o abusos.
El còmic es narrat amb molta emotivitat i honestedad, sense obviar «comportaments, tradicions o costums que, en l'actualitat, poden resultar incòmodes per la seva cruesa».

## Crítica
Segons la crítica, Ronson és un còmic que evoca el cinema neorrealista italià, si bé l'autor «conjuga gèneres, modernitat i clacissisme, estètica i emocions com pocs d'altres».
Pel periodista Jesús Jiménez, l'èxit de públic i crítica de Ronson rau no només en les «memòries del pare de l'autor i el fet de convertir-les en una experiènica gairebé immersiva, sinó per envoltar-les d'un marc reflexiu i fondo, un assaig sobre el perquè i el com dels records que aconsegueix trascendir l'experiència pròpia per a convertir-la en col·lectiva».
El diari El Periódico de Catalunya va incloure Ronson a la seva selecció de 15 novetats de còmic recomenades per a la 41a edició del saló del còmic de Barcelona. Així mateix, el còmic va formar part dels títols recommenats de l'any 2023.

## Estil
Ronson destaca pel seu dibuix, que la crítica ha definit com a «exquisit, clàssic i al mateix temps experimental, que es reflecteix en la cuidada edició d'Autsider Comics».
El còmic destaca per la seva «línea clara perfeccionista, les seves armòniques composicions que es reflecteixen en la prosa, i per l'intel·ligible ús d'una paleta de colors molt precisa i encertada que es comunica, també, amb el fons de l'obra».
Així mateix, destaca pels seus elements formals, en els quals el dibuix de línia clara «es veu potenciat per mínims detalls de color, que traslladen al lector l'aridesa dels camps, la calor sufocant de l'estiu i ho envolten tot en l'acollidora atmòsfera que posseeix la memòria».

## Pamarès
- 2023 - Premi al millor àlbum del Saló del Còmic de Tenerife, per Ronson.[2]
- 2023 - Premi El Ojo Crítico de Radion Nacional d'Espanya, per Ronson.[7]
- 2024 - Premi de l'Associació de Crítics i Divulgadors del Còmic (ACDCómic) a la millor obra d'autor emergent, per Ronson.[8]
- 2023 - Millor obra nacional dels premis Dolmen (atorgats per l'editorial Dolmen), per Ronson.[9]
- 2024 - Nominació a la Millor obra d'Autoria Espanyola del 42 Comic Barcelona, per Ronson.[10]
- 2024 - Premi Miguel Gallardo a l’autor revelació del 42 Comic Barcelona, per Ronson.[10]

## Fitxa publicació
| Títol  | Data de Publicació | Editorial        | Format           | Mides            | Pagines | ISBN 13              |
| ------ | ------------------ | ---------------- | ---------------- | ---------------- | ------- | -------------------- |
| Ronson | març 2023          | Autsaider Comics | Llibre · Cartoné | 17 x 1.8 x 24 cm | 128     | ISBN: 978-8412569957 |